# JR北海道キハ130形気動車
キハ130形気動車（キハ130がたきどうしゃ）は、1988年（昭和63年）から2002年（平成14年）まで北海道旅客鉄道（JR北海道）に在籍していた一般形気動車。

## 概要
北海道内の各路線では、地域輸送の主力として日本国有鉄道（国鉄）時代末期からキハ22形・キハ40形100番台などの一般形気動車が使用されてきた。これらの在来形式は1両で運行可能とはいえ、全長 20 m 級の大型車であり、輸送密度の小さい線区を多数有する北海道においては収容力が過大になりがちであった。従って、ローカル線での運用コストを最適化するための方策は国鉄時代から続く重要な課題であった。
JR北海道の発足直後、低コスト運用可能な車両メーカー規格型の小型気動車導入が試みられ、新潟鐵工所製のNDCシリーズを基本にワンマン運転可能な合理化車両として製作された形式がキハ130形であり 北海道ちほく高原鉄道CR70形気動車と同型である。
1988年（昭和63年）から1990年（平成2年）にかけて新潟鐵工所で11両が製作され、専ら日高本線で使用されたが、基本構造と使用環境の不適合から老朽化が著しく、2003年（平成15年）までに全車が廃車された。

## 構造
車体
普通鋼製で、車体長は15.8 m、両側に運転台を設け、運転台直後の計2か所に幅850 mm の片引き戸を設ける。基本形態は製作元の新潟鐵工所「NDCシリーズ」の標準仕様を適用したもので、製作コストを最適化するための措置である。JR北海道向けの仕様として、在来形気動車との併結機能・総括制御機能が付加された。
側窓はユニット式の大型二段一重窓で、出入口と客室を仕切るデッキ扉は装備しない。車内保温のため、客用扉は半自動式である。
外部塗色は白色の地色にラベンダーパープル+萌黄色の帯を配した JR北海道の一般形気動車標準色である。
機関・台車
新潟鐵工所製の直列6気筒ディーゼル機関 DMF13HS形 (250 ps / 2000 rpm) を1基搭載し、前位側台車の2軸を駆動する。台車は NDC の空気ばね式標準台車に若干の仕様変更を加え、車輪径をJR標準の860 mm としたN-DT130形（動台車）・N-TR130形（付随台車）である。
車内設備
中央部に8組のボックスシート、出入口付近をロングシートとしたセミクロスシートで、定員は座席46名、立席54名の計100名である。使用線区の気候条件に鑑み、冷房装置は搭載しない。
長距離運用に備え、トイレを装備する。汚物処理はタンク式であるが、貯留された汚物は車両基地で直接バキュームカーで抜き取る方式として、地上設備への投資を抑制した。

## 運用の変遷

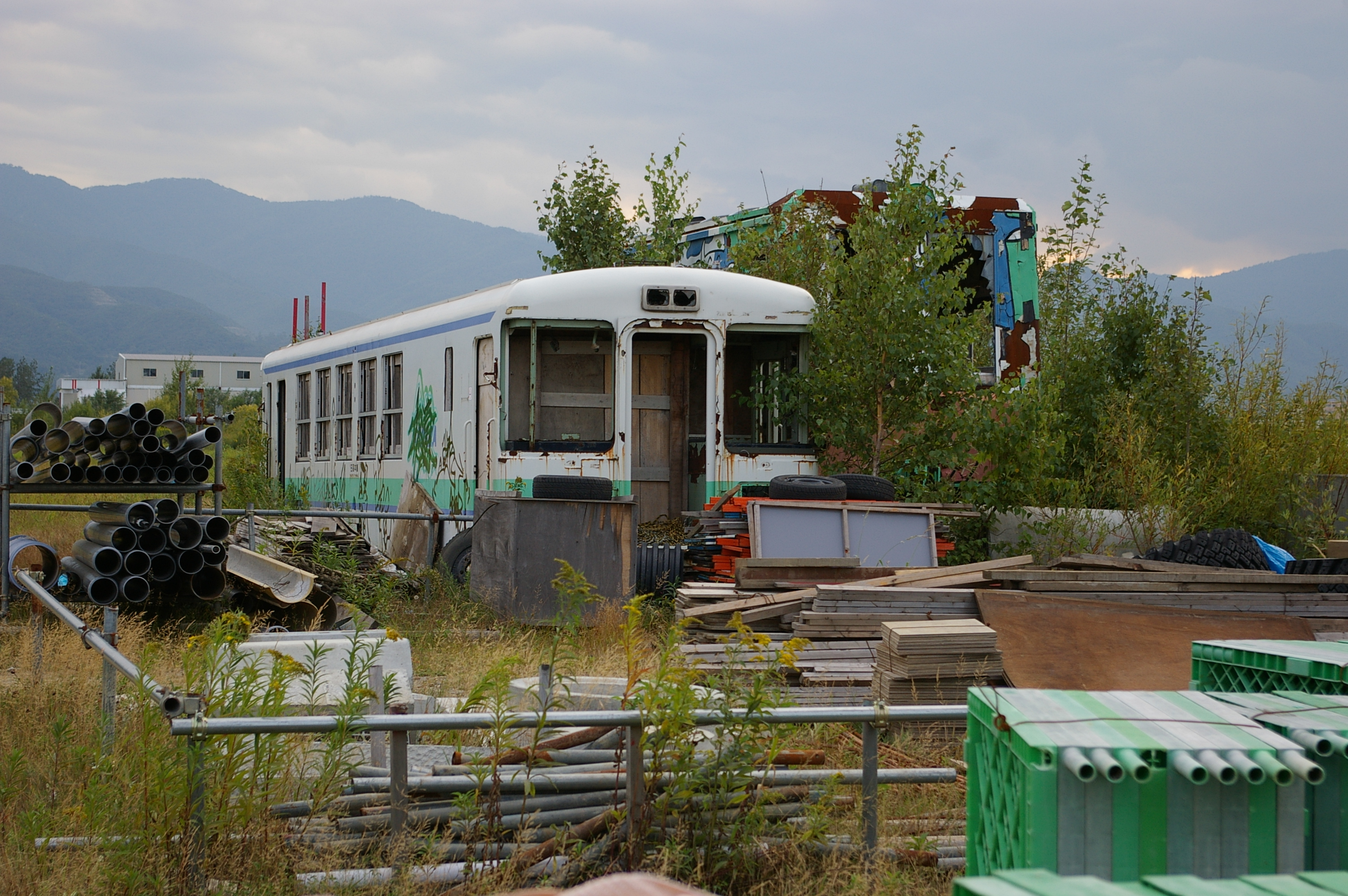
札幌市内に放置されている
キハ130-5とライトレールカー・パンダ号 の廃車体
（公道上から撮影）

本形式は1988年（昭和63年）度に5両、1990年（平成2年）度に6両が日高本線に投入された。これによって、日高線列車の所要時間短縮と運行の合理化に貢献した。
しかし利用者からの不満の声が多く、1990年（平成2年）ごろ高等学校教職員組合浦河高校班によって行われたアンケート調査では、「車内が狭い」といった意見が多数上がった。
そして、軽量車ゆえの脆弱さが早々と問題になっていく。1991年（平成3年）1月8日に発生した勇払付近での踏切事故で事故車は脱線転覆、特に低運転台の前頭部が大破し、運転士は両脚切断という重傷を負った。さらに、1996年（平成8年）1月12日にはまたしても踏切事故が発生。この事故でキハ130-5がまたもや脱線転覆して罹災。原形をとどめないほど大破し、修理不可能だったため、同年2月付で廃車されることになった。
その後、短期間のうちに以下のような問題点が顕在化した。
- サッシ露出の一重2段窓やデッキなし構造といった、本州以南向けの汎用車と大差ない仕様のため、冬期の車内保温能力が低かった。
- 海岸沿いの区間が多い日高本線の路線環境から、鋼板の薄い軽量車体が早期に塩害腐食した。

これらの事情により、早期の置き換えを余儀なくされることとなった。
老朽による淘汰は1998年（平成10年）10月4日から開始され、2000年（平成12年）度までに一般の運用を終了した。イベント用に「日高ポニー」色とされた キハ130-8 のみ残存したが、2001年（平成13年）6月17日の「さよなら日高ポニー号」（鵡川駅 - 静内駅間、苫小牧駅 - 鵡川駅間は定期列車に併結して運転）をもって完全に営業運転を終了した。同車が2002年（平成14年）度に廃車され、全車が除籍された（後述）。JR発足後に製作された旅客車では、事故廃車を除く初の廃車であり、JR発足後の旅客車の新造で誕生した新形式では初となる、廃車による形式消滅である。本形式淘汰後の日高本線の運用は、本形式時代のダイヤを維持するため大出力機関を搭載したキハ40形（350番台）を再び投入することで賄っている。コストダウンのために投入された本形式が、かつて日高本線から転出させた車両と同型の車両に置き換えられるという皮肉な結果となった。
上記事故の当該車であるキハ130-5は、札幌市手稲区の雪捨て場に放置されていたが、その後解体された。同所にはキハ28やキハ58などの廃車体も保存されていたが、結局全て解体されており現在は更地になっている。
本系列の保存車両（定期運用離脱後に残存していたもの）は130-5、130-8のみ。130-8は営業運転終了後に車庫内に放置されていたが、その後2両とも解体されているため、本系列で現存する車両はない。

## 車歴表
- 製造…新潟：新潟鐵工所
- 配置…苫小牧：苫小牧運転所、日高：日高線運輸営業所

## 改造歴
- 改造所…苗穂：苗穂工場